# Гено Гутев
Гено Гутев Станев е български политик.

## Биография
Роден е на 29 август 1905 г. в габровското село Седянковци. Родителите му се преселват в новопазарското село Мировци през 1909 година. Там учи в прогимназия в Нови Пазар, а след това и в гимназия в Шумен. Изключен е от гимназията за революционни възгледи. Впоследствие емигрира в Унгария. В периода 1923 – 1925 лежи в затвора. По-късно започва да учи право в Софийския университет. Членува в БКП. През 1945 за кратко време е председател на Адвокатския съвет. През 1945 година става народен обвинител към Варненския народен съд. Между 1945 и 1951 година е кмет на Варна. От 1951 преподава във ВИНС „Димитър Благоев“, днес Икономически университет, Варна. Умира през 1993 г. на 88-годишна възраст.